# THE BARN
『THE BARN』（ザ・バーン）は、1997年12月1日にEpic/Sony Records / M's Factoryから発売された佐野元春の11枚目のアルバム。
『THE BARN』の完全生産限定盤である『THE BARN DELUXE EDITION』（2018年3月28日発売）も本項で記す。

## 概要
前作『FRUITS』から1年5ヶ月振りのアルバム。佐野のバックバンドであるThe Hobo King Bandと、ウッドストックで制作された。
2016年3月23日にはBlu-specCD2で再発売された。

## 収録曲
- 全作詞・作曲・編曲：佐野元春（特記以外）

1. 逃亡アルマジロのテーマ (Instrumental) [注 1] -Theme of Armadillo On The Run (Instrumental)-
2. ヤング・フォーエバー -Young Forever-
3. 7日じゃたりない -Seven days (Are Not Enough)-
4. マナサス -Manassas-
5. ヘイ・ラ・ラ -Hey La La-
6. 風の手のひらの上 -The Answer-
7. ドクター -Doctor-
8. どこにでもいる娘 -An Ordinary Girl-
9. 誰も気にしちゃいない -Nobody Cares-
10. ドライブ -Drive-
11. ロックンロール・ハート -Rock And Roll Heart-
12. ズッキーニ -ホーボーキングの夢（Instrumental） -Zucchini - The Hobo King Dream (Instrumental)-
作曲・編曲：John Simon
  - 共同プロデュースを担当したジョン・サイモンの作曲・編曲で、本作は佐野名義の作品でありながら佐野以外の作品がデビュー以来初めて収録された稀有な例である。

## THE BARN DELUXE EDITION
『THE BARN』の発売から20周年を記念して発売された本作は、LPとBlu-ray、DVDの3枚組に、60ページのフォトブックをセットした完全生産限定盤仕様で発売された。

### LP
全作詞・作曲・編曲：佐野元春（特記以外）
SIDE A
1. 逃亡アルマジロのテーマ
2. ヤング・フォーエバー
3. 7日じゃたりない
4. マナサス
5. ヘイ・ラ・ラ
6. 風の手のひらの上

SIDE B
1. ドクター
2. どこにでもいる娘
3. 誰も気にしちゃいない
4. ドライブ
5. ロックンロール・ハート
6. ズッキーニ - ホーボーキングの夢
作曲・編曲：John Simon

### Blu-ray 「THE BARN TOUR '98 LIVE IN OSAKA」2018デジタル・リマスター版
1. ヤング・フォーエバー / Young Forever
2. 風の手のひらの上 / The Answer
3. ヘイ・ラ・ラ / Hey La La
4. どこにでもいる娘 / An Ordinary Girl
5. 誰も気にしちゃいない / Nobody Cares
6. マナサス / Manassas
7. ドライブ / Drive
8. ドクター / Doctor
9. ソー・ゴウズ・ザ・ソング（ラブ・プラネッツ） / So Goes The Song (Love Planets)
10. 7日じゃたりない / Seven Days (are not enough)
11. ロックンロール・ハート / Rock and Roll Heart

### DVD
1. ウッドストックドキュメント映像